# Cine en Cantabria
El cine en Cantabria (España) carece de cualquier estructura industrial. No obstante, existen profesionales cántabros que han gozado de reconocimiento nacional e internacional como Manuel Gutiérrez Aragón, Mario Camus, Eduardo Noriega o Antonio Resines.

## Directores
Entre los directores más destacados de Cantabria se encuentran:
- José Buchs.
- Mario Camus.
- Marc Crehuet.
- Jesús Garay.
- Álvaro García.
- Manuel Gutiérrez Aragón.
- Álvaro de la Hoz.
- Elías León Siminiani.
- Álvaro Longoria.
- Rodolfo Montero.
- Jesús Nebot.
- Norberto Ramos del Val.
- Roberto Ruiz Céspedes.
- Pilar Ruiz Gutiérrez.
- Daniel Sánchez Arévalo.
- Pedro Telechea.
- Nacho Vigalondo.
- Paulino Viota.

También se puede destacar la trayectoria del documentalista Iñaki Pinedo, afincado en Cantabria desde 1990.

## Actores
Entre todos los actores de Cantabria posiblemente los más destacados sean Eduardo Noriega y Antonio Resines.
También destacan Mercedes Alonso, los también directores José Buchs y Nacho Vigalondo, la actriz y presentadora Miriam Díaz-Aroca, Ricardo Palacios, Catalina Bárcena, Marta May, Julia Martínez, Alejandro Navamuel, Javier Cifrián, Marta Hazas, Luis Peña, Jesús Nebot, Ruth Díaz, Alejandro Tejería, Jimmy Barnatán, Jaime Martín, Jack Castelló, Carlos García Cortázar, Elsa Herrera, María Ruiz, Chema Muñoz, Ricardo Moya, Guillermo Muñoz, Eleazar Ortiz, Agus Ruiz, Luis Carlos de la Lombana, Óscar Abad, Penélope Velasco, David Vega, Katia Klein, Mario Zorrilla, Jaime Zatarain, Alberto Iglesias, Luis Oyarbide y Emilio Tuero; así como los dobladores Julio Núñez y Héctor Cantolla.
El actor Juanjo Menéndez estuvo vinculado a Cantabria durante parte de su vida, puesto que vivió en Santander en su infancia. También residió durante muchos años en la capital cántabra el intérprete Andrés Resino.

## Otros
- Jaime del Amo (productor).
- Juan Carlos Calderón (compositor).
- Germán Camus (productor).
- Marisa Fernández Armenteros (productora).
- Cristóbal García (productor).
- Enrique González Macho (productor).
- Álvaro Longoria (productor).
- Luisma Lavín (editor de animación).
- Sergio López-Rivera (maquillador).
- Alberto Luceño (editor de efectos visuales).
- Vanessa Marimbert (montadora).
- Nacho Mastretta (compositor).
- Nano Montero (productor).
- Rodolfo Montero (productor).

## Premios y candidaturas

### Premios Óscar
| Edición | Categoría          | Profesional         | Ocupación   | Película           | Resultado |
| ------- | ------------------ | ------------------- | ----------- | ------------------ | --------- |
| 2005    | Mejor cortometraje | Nacho Vigalondo     | Director    | 7:35 de la mañana  | Nominado  |
| 2021    | Mejor maquillaje   | Sergio López-Rivera | Maquillador | La madre del blues | Ganador   |

### Premios Goya
| Edición | Categoría                       | Profesional                 | Ocupación          | Película                              | Resultado |
| ------- | ------------------------------- | --------------------------- | ------------------ | ------------------------------------- | --------- |
| 1989    | Mejor guion adaptado            | Manuel Gutiérrez Aragón     | Guionista          | Jarrapellejos                         | Ganador   |
| 1992    | Mejor guion adaptado            | Mario Camus                 | Guionista          | Beltenebros                           | Nominado  |
| 1994    | Mejor guion original            | Mario Camus                 | Guionista          | Sombras en una batalla                | Ganador   |
| 1997    | Mejor guion adaptado            | Mario Camus                 | Guionista          | Más allá del jardín                   | Nominado  |
| 1998    | Mejor actor protagonista        | Antonio Resines             | Actor              | La buena estrella                     | Ganador   |
| 1999    | Mejor actor protagonista        | Eduardo Noriega             | Actor              | Abre los ojos                         | Nominado  |
| 1999    | Mejor actor protagonista        | Antonio Resines             | Actor              | La niña de tus ojos                   | Nominado  |
| 2000    | Mejor guion original            | Manuel Gutiérrez Aragón     | Guionista          | Cuando vuelvas a mi lado              | Nominado  |
| 2001    | Mejor música original           | Nacho Mastretta             | Compositor         | Asfalto                               | Nominado  |
| 2002    | Mejor cortometraje de animación | Diego Agudo                 | Director           | El aparecido                          | Nominado  |
| 2003    | Mejor película documental       | Nano Montero                | Productor          | El efecto Iguazú                      | Ganador   |
| 2003    | Mejor película documental       | Rodolfo Montero             | Productor          | El efecto Iguazú                      | Ganador   |
| 2003    | Mejor guion adaptado            | Manuel Gutiérrez Aragón     | Guionista          | El caballero don Quijote              | Nominado  |
| 2004    | Mejor película                  | Enrique González Macho      | Productor          | Te doy mis ojos                       | Ganador   |
| 2004    | Mejor cortometraje de ficción   | Daniel Sánchez Arévalo      | Director Productor | Exprés                                | Nominado  |
| 2005    | Mejor guion original            | Mario Camus                 | Guionista          | Roma                                  | Nominado  |
| 2005    | Mejor película documental       | Álvaro Longoria             | Productor          | Iberia                                | Nominado  |
| 2005    | Mejor actor protagonista        | Eduardo Noriega             | Actor              | El Lobo                               | Nominado  |
| 2006    | Mejor cortometraje documental   | Nano Montero                | Productor          | En la cuna del aire                   | Ganador   |
| 2006    | Mejor cortometraje documental   | Rodolfo Montero             | Director Productor | En la cuna del aire                   | Ganador   |
| 2007    | Mejor dirección novel           | Daniel Sánchez Arévalo      | Director           | AzulOscuroCasiNegro                   | Ganador   |
| 2007    | Mejor actor revelación          | Javier Cifrián              | Actor              | El próximo Oriente                    | Nominado  |
| 2007    | Mejor guion original            | Daniel Sánchez Arévalo      | Guionista          | AzulOscuroCasiNegro                   | Nominado  |
| 2008    | Mejor actor revelación          | Óscar Abad                  | Actor              | El prado de las estrellas             | Nominado  |
| 2009    | Mejor dirección novel           | Nacho Vigalondo             | Director           | Los cronocrímenes                     | Nominado  |
| 2010    | Mejor actor de reparto          | Antonio Resines             | Actor              | Celda 211                             | Nominado  |
| 2010    | Mejor película documental       | Álvaro Longoria             | Productor          | Últimos testigos                      | Nominado  |
| 2010    | Mejor guion original            | Daniel Sánchez Arévalo      | Guionista          | Gordos                                | Nominado  |
| 2011    | Goya de honor                   | Mario Camus                 | Director Guionista | Toda su carrera                       | Ganador   |
| 2012    | Mejor cortometraje de ficción   | Elías León Siminiani        | Director Productor | El premio                             | Nominado  |
| 2012    | Mejor cortometraje de ficción   | Daniel Sánchez Arévalo      | Productor          | El premio                             | Nominado  |
| 2013    | Mejor película documental       | Álvaro Longoria             | Director Productor | Hijos de las nubes, la última colonia | Ganador   |
| 2013    | Mejor película documental       | Elías León Siminiani        | Director           | Mapa                                  | Nominado  |
| 2014    | Mejor dirección                 | Daniel Sánchez Arévalo      | Director           | La gran familia española              | Nominado  |
| 2014    | Mejor película                  | Daniel Sánchez Arévalo      | Director           | La gran familia española              | Nominado  |
| 2016    | Mejor película documental       | Álvaro Longoria             | Director Productor | The Propaganda Game                   | Nominado  |
| 2017    | Mejor dirección novel           | Marc Crehuet                | Director           | El rey tuerto                         | Nominado  |
| 2017    | Mejor actriz revelación         | Ruth Díaz                   | Actriz             | Tarde para la ira                     | Nominada  |
| 2017    | Mejor cortometraje documental   | Álvaro Longoria             | Director Productor | Esperanza                             | Nominado  |
| 2019    | Mejor película                  | Álvaro Longoria             | Productor          | Campeones                             | Ganador   |
| 2019    | Mejor película documental       | Elías León Siminiani        | Director Productor | Apuntes para una película de atracos  | Nominado  |
| 2019    | Mejor película                  | Álvaro Longoria             | Productor          | Todos lo saben                        | Nominado  |
| 2020    | Mejor película documental       | Antonio Resines             | Director           | Historias de nuestro cine             | Nominado  |
| 2022    | Mejor montaje                   | Vanessa Marimbert           | Montadora          | El buen patrón                        | Ganadora  |
| 2023    | Mejor cortometraje de ficción   | Elías León Siminiani        | Director Productor | Arquitectura emocional 1959           | Ganador   |
| 2023    | Mejor película                  | Marisa Fernández Armenteros | Productora         | Cinco lobitos                         | Nominada  |
| 2024    | Mejor película                  | Marisa Fernández Armenteros | Productora         | Un amor                               | Nominada  |
| 2025    | Mejor película                  | Cristóbal García            | Productor          | Segundo premio                        | Nominado  |
| 2025    | Mejor cortometraje de animación | Elías León Siminiani        | Productor          | El cambio de rueda                    | Nominado  |

## Festivales
- Festival de Cine de Santander.
- Festival Internacional de Cortometrajes de Torrelavega.
- Festival Internacional de Cine Piélagos en Corto.

## Instalaciones
- Sala Bretón, en El Astillero.
- Centro Cultural de Cartes, en Cartes.
- Teatro Municipal de Los Corrales de Buelna, en Los Corrales de Buelna.
- Casa de Cultura Doctor Velasco, en Laredo.
- Ocine Premium Bahía Real, en Maliaño.
- Centro Cultural La Vidriera, en Maliaño.
- Centro Cultural Alto San Mateo, en Maoño.
- Centro de Ocio Playa Dorada, en Noja.
- Cinesa Bahía de Santander, en Peñacastillo.
- Cine Yelmo Premium Peñacastillo, en Peñacastillo.
- Casa de Cultura de Puente San Miguel, en Puente San Miguel.
- Fundación Orense, en Ramales de la Victoria.
- Teatro Principal, en Reinosa.
- Centro de Acción Social y Cultural de Caja Cantabria, en Santander.
- Cine Los Ángeles, en Santander.
- Cines Embajadores Santander, en Santander.
- Filmoteca de Cantabria Mario Camus, en Santander.
- Palacio de Festivales de Cantabria, en Santander.
- Teatro Casino Liceo de Santoña, en Santoña.
- Auditorio David Bustamante, en San Vicente de la Barquera.
- Centro Cultural Ramón Pelayo, en Solares.
- Casa de Cultura Hermilio Alcalde del Río, en Torrelavega.
- Teatro Municipal Concha Espina, en Torrelavega.
- Cine Teatro Vimenor, en Vioño de Piélagos.